# アニー・ジャンプ・キャノン

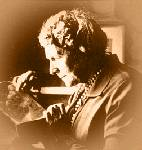
アニー・ジャンプ・キャノン

アニー・ジャンプ・キャノン（Annie Jump Cannon 、1863年12月11日 - 1941年4月13日）は、アメリカ合衆国の天文学者である。現在も使われている恒星の分類法であるハーバード分類を確立した。膨大な数の天体を分類し、ヘンリー・ドレイパーカタログを編集した。

## 生涯

### 生い立ちと教育
1863年12月11日、デラウェア州のドーバーに生まれる。父親のウィルソン・キャノンは造船業者で、州議会議員でもあった。母親のメアリー・ジャンプは、ウィルソンにとって2人目の妻である。2人の間には3人の娘がおり、アニーは長女であった。母親は天文学に興味を持っており、アニーもそれを受けついで、屋根裏部屋で天体観測をして過ごしていた。
1880年に親元を離れ、マサチューセッツ州のウェルズリー大学に進んだ。しかし当時、ウェルズリー大学では天文学を専攻することができなかった。そのためキャノンは物理学を専攻し、当時の米国で数少ない女性物理学者であるサラ・フランシス・ホワイティングのもとについた。1884年に物理学の学位を得たうえに、卒業生総代にもなった。
卒業してデラウェアに戻ったキャノンは、数学と歴史の家庭教師として働いた。また、1892年には日食を観測するためにスペインに行き、さらにカメラを手にヨーロッパ各国を訪れた。写真の腕を磨いたキャノンは、帰国後、自分で撮った写真に文章を添えて、『コロンブスに倣いて』というタイトルの小冊子を作った。この小冊子は、ブレア・カメラ・カンパニーによって、1893年のシカゴ万国博覧会で配られた。また、この年までの間に猩紅熱にかかり、その影響で難聴になってしまった。
旅行後、引き続き家で暮らしているキャノンは、自分の人生に不満を抱き、自分はもっとできることがあると思うようになった。1894年、母親が死ぬとウェルズリー大学の恩師サラ・フランシス・ホワイティングに願い出て、助手に採用され、天文学を学ぶ機会を得た。このとき、ホワイティングの影響で学んだ分光学の知識は、のちの天体の分類の仕事に生かされることになる。さらに天文学を学ぶために、1894年、ラドクリフ・カレッジの特別学生となった。1896年には、アメリカで最初のX線実験に参加した。

### ハーバード天文台での活動
1896年、キャノンはハーバード大学天文台長のエドワード・ピッカリングと面会し、ハーバード大学天文台でピッカリングの助手に雇われた。同年の末にはウェルズリー大学の職を辞して、ハーバード大学天文台で研究と天体観測にいそしんだ。キャノンを高く評価したピッカリングは、キャノンに修士号を与えるようウェルズリー大学に要請したが当初は認められず、1907年になってようやく修士号が与えられた。
当時ピッカリングは、天体写真を解析し、一つ一つの星について位置や明るさ、スペクトルを特定させるプロジェクトを進めていた。それにあたって、写真データを解析して整理する仕事が必要となった。この仕事に取り組む人は「コンピューター」と呼ばれた。ピッカリングは多くの女性をコンピューターとして雇い入れており、キャノンもその1人だった。キャノンは南半球の星のスペクトル解析を担当した。そして1900年から星の分類を始めたが、やがて、今までの分類の仕方は不完全だということに気づき、新たな分類法を作り上げた。
1911年、キャノンは写真技術の技官となった。そして、星表ヘンリー・ドレイパーカタログを作成するため、自らが考案した分類法に基づき、全天の星を分類する作業を始めた。この作業は1915年までの4年間にわたり、キャノンは225,300の恒星を分類した。キャノンは天体のスペクトル写真を目で分類し、助手が記録するという方法で、見やすい場所では1分間に3個ほどの速さで分類することができた。ヘンリー・ドレイパーカタログはピッカリングの編集により1918年から刊行が始まり、1924年までに9巻まで刊行された。その間の1919年にピッカリングは死去したため、キャノンが残りの編集を引き継いだ。
1922年に6ヶ月間ペルーのハーバード観測所に派遣され、南半球の星の写真を撮影した。帰国後、ヘンリードレイパー拡大カタログ（Henry Draper Extension Catalogue）の作成に取り組み、カタログは1937年、1949年に刊行された。 

### 栄誉と晩年

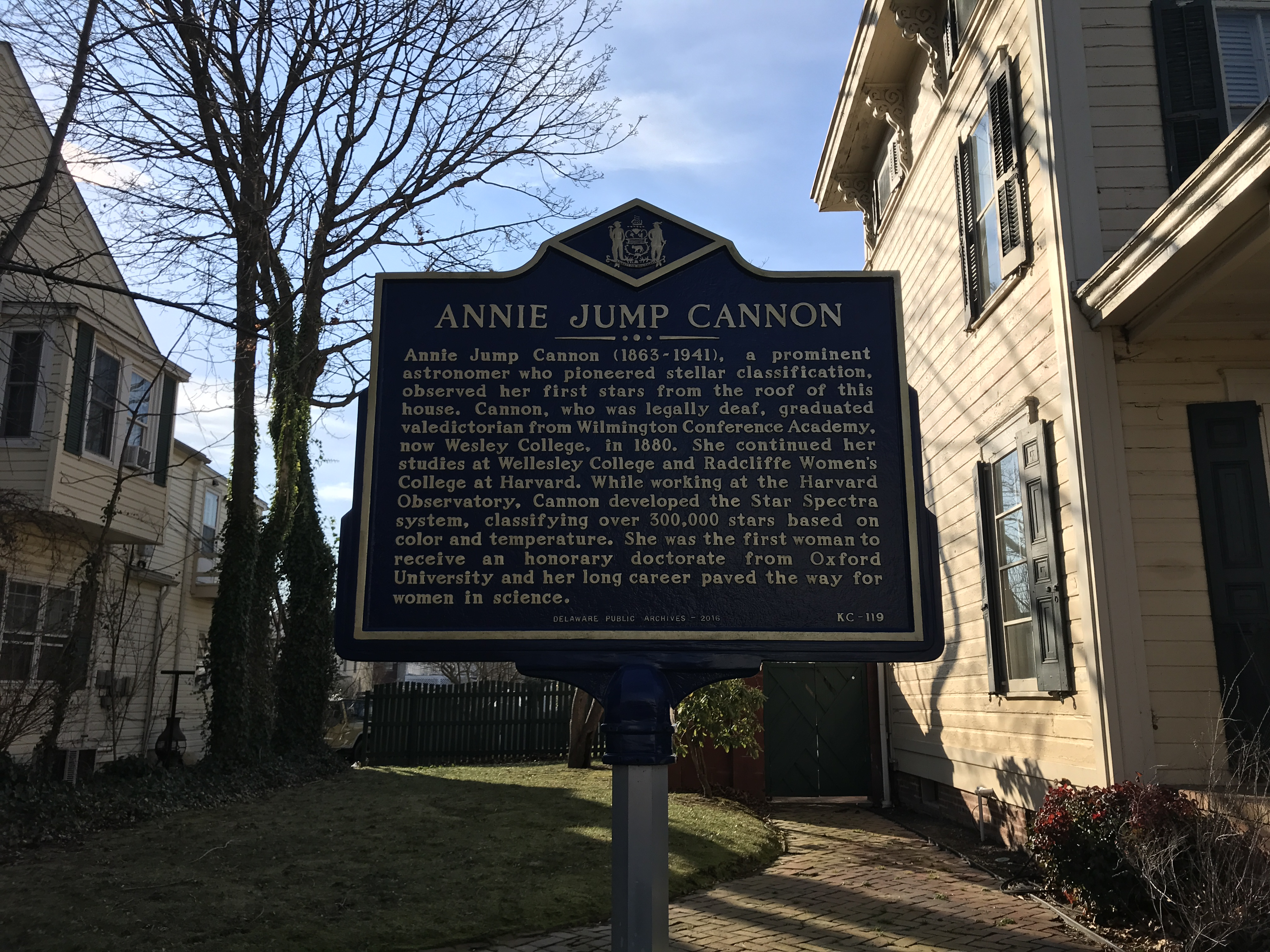
ウェルズリー大学でキャノンが最初に星を観測した建物（右）を説明する標識

1921年、キャノンはフローニンゲン大学で天文学の学位を取得した最初の女性となった。1923年には、アメリカでもっとも偉大な12人の女性の1人に選ばれた。1925年には、天文学への貢献により、女性として初めてオックスフォード大学から名誉学位を与えられた。そして1931年には全米科学アカデミーからヘンリー・ドレイパー・メダルを受賞した最初の女性となった。ヘンリー・ドレイパー・メダルの授賞式で、ハーバード大学天文台長のハーロー・シャプレーはキャノンのことを、「レンガ建築にいる穏やかな存在、学位と賞のコレクター、9巻の不朽の本と数千のオートミールクッキーの製作者、ヴァージニア・リールの踊り手、ブリッジのプレイヤー、そして何と言っても、米国科学アカデミーのドレイパー・メダル受賞者」と紹介し、「これは性別・人種・宗教・政治的思想を問わず、天文学者に与えられる最高の栄誉の1つです」と述べた。
1932年、エレン・リチャーズ賞を受賞すると、その賞金を後進の女性天文学者のための奨学金としてアメリカ天文学会に譲渡した。そして1934年に、女性天文学者に贈られるアニー・J・キャノン賞が創設された。
1938年、ハーバード大学から「ウィリアム・クランチ・ボンド天文学者」の称号を得て、75歳にして天文学者の地位に就いた。その後もヘンリードレイパー拡大カタログの作成などに身を投じた。この時期に書かれた手紙には、次のように記されている。
しかしこの手紙を書いた数か月後の1941年4月13日、キャノンはヘンリードレイパー拡大カタログの完成を待たずして、心臓病により77歳で死去した。
ハーロー・シャプレーは、キャノンの死後に彼女を「史上最高の女性天文学者の1人」と評した。小惑星キャノニア、および月のクレーターのキャノンの名は、キャノンにちなんで命名されている。

## 業績
1900年頃のハーバード大学では、スペクトル型による星の分類が行われており、エドワード・ピッカリングと助手のウィリアミーナ・フレミングによって、水素スペクトルの強さによって、A、B、C、･･･というように分けられたが、この分類は十分なものではなかった。キャノンは、1900年から南半球の星のスペクトルを調べるにあたって、今までの分類法に修正を加えたうえで分類した。さらに、1911年から全天の星を分類する際には、さらに修正を加え、フレミングの分類をO, B, A, F, G, K, Mの形に再編した。また、それぞれの区分に対して0～9の10個の下位区分を作った。このキャノンの分類法は1910年に国際太陽連盟に採用され、その後継組織となる国際天文学連合でも1919年に採用された。その後もこの分類法は、「Oh, Be A Fine Girl（またはGuy）, Kiss Me」という覚え方とともに、天文学を学ぶ学生らに知られている。なお、キャノン自身はこの分類の意味については理解していなかったが、のちに、この分類は星の表面温度の違いによるものであることが、セシリア・ペイン＝ガポーシュキンの研究により明らかになった。
キャノンはこの分類法に基づいて、天文台から送られてくる写真乾板に写る星を分類した。分類作業の速度は特筆すべきものがあった。1911年から1915年までの全天の星の分類作業では、1か月で5000個の星を分類した。また正確性にも優れており、キャノンは1度分類した星の乾板を数年後に見たときも、正しい分類を下位区分まで正確に答えることができたという。こうして完成したヘンリー・ドレイパーカタログは、ほぼ1人の手によって分類がなされたという一貫性もあって、信頼のおける資料として使用されるようになった。
また、キャノンはハーバード天文台で、始め変光星の観測と分類の仕事を担当していた。1903年に変光星の最初のカタログを刊行し、1907年には、新たに発見された変光星を追加したカタログを作った。個人では、生涯を通じて277の変光星と5個の新星と、2重星を発見した。1939年には、世界通算で10,000個めの変光星を発見している。また、生涯で約350,000個の星を分類した。

## 人物

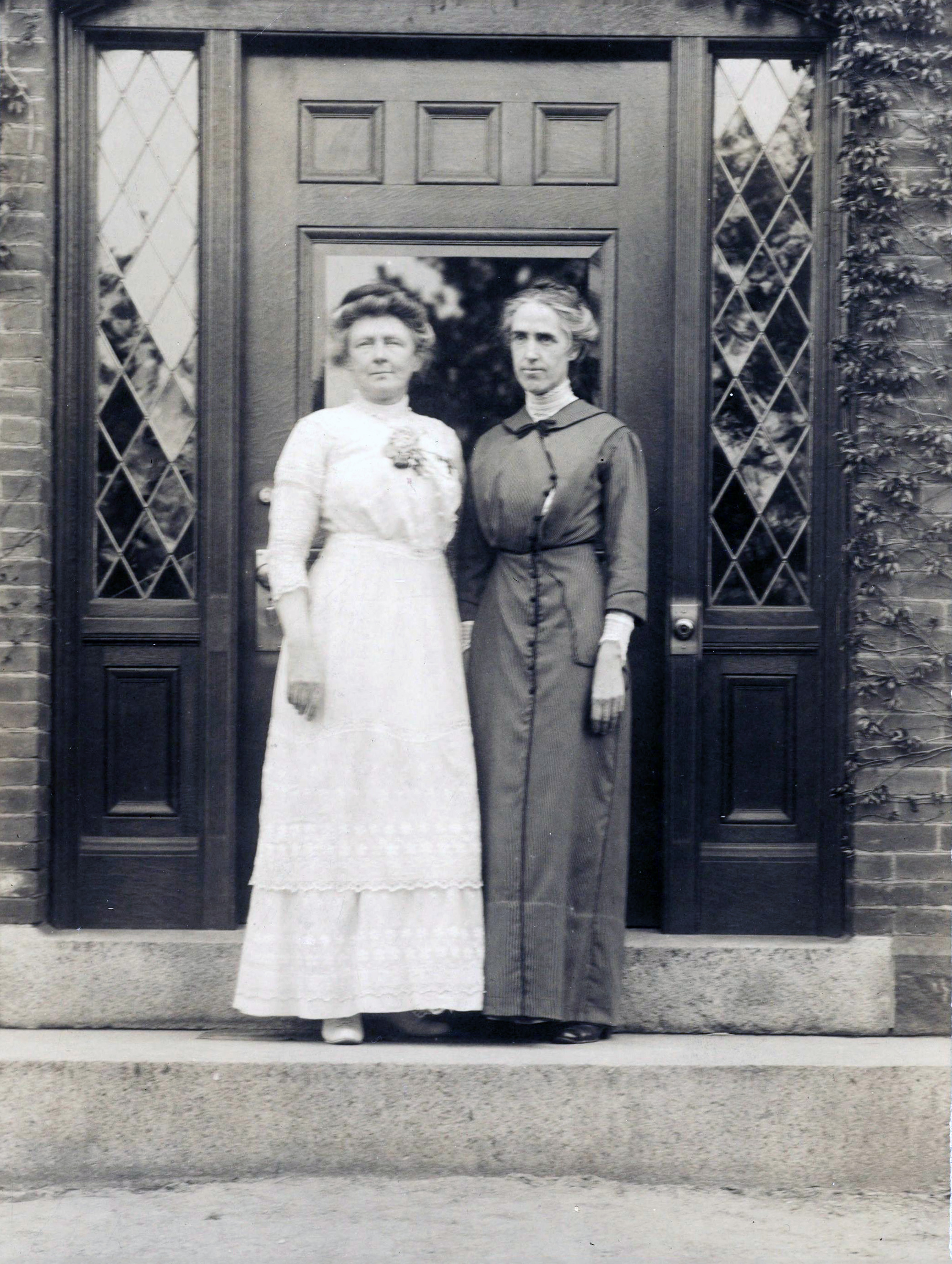
ヘンリエッタ・スワン・リービットとキャノン。1913年。

陽気で感じの良い人柄で、パーティーでの接待役として高い評価を得ていた。旅行が好きで、1922年に観測のためペルーに行ったときも、チチカカ湖やインカ遺跡を訪れていた。聴力には問題があったものの、音楽は好きで、音楽会に出かけたりもしていた。また、ピアノを弾くことも得意であった。記憶力に優れていて、一度見た人の顔を忘れなかった。
女性参政権に賛同し、全国女性党の一員でもあった。
ハーバード天文台で一緒に仕事をしていたヘンリエッタ・スワン・リービットが入院していた際には、複数回見舞いに行っていた。1921年12月の日記では、「気の毒なヘンリエッタ・リーヴィッドのお見舞いに行った。やせて、すっかり変わってしまっていた。とても、とても、悲しい」と記している。リービットの死後も、ペルーに向かう途中で、リービットにゆかりのある大マゼラン星雲を見ながら彼女を思う日記を書いている。
ハーバード天文台では、ピッカリングの指示通りに迅速に星の分類をすることが求められていたため、女性のコンピューターたちは、観測結果について考えるなどといった、自分たちの研究をすることができなかった。キャノンと一緒に分類作業に取り組んだアントニア・モーリはそれに不満を感じ、後にピッカリングと対立した。一方でキャノンはこの役割に満足していたといわれている。キャノンはピッカリングについて、「彼は（私たちコンピューターを）天文学の世界と同じように扱いました。私たちに対する彼の態度は、社交的な集まりの時のような丁寧さに満ちていました」と語っている。セシリア・ペイン＝ガポーシュキンは、ハーバード天文台で、新たな分類法の意味については考えずただ分類を続けるだけのキャノンを見て、はじめは不思議に思ったが、のちに、キャノンは理論化するのが苦手なのだと理解したという。ペインはキャノンを、理論よりも直感に頼る人物だと評している。

## アニー・ジャンプ・キャノンが登場する作品
アメリカの劇作家 Lauren Gunderson がヘンリエッタ・スワン・リービットを描いた作品 Silent Sky (2011年)に登場する。